# Philip Mulryne
Philip Mulryne, né le 1er janvier 1978 à Belfast, est un ancien footballeur international nord-irlandais qui évoluait au poste de milieu de terrain, devenu en 2017 prêtre dominicain.

## Biographie

### En club
Formé à Manchester United où il rentre à l'âge de quatorze ans et dispute 3 saisons, Philip Mulryne évolue ensuite avec le club de Norwich City où il évolue pendant un peu plus de six saisons.
Il dispute une rencontre en Premier League avec Manchester United et 10 rencontres dans ce même championnat avec Norwich. Il inscrit 18 buts en deuxième division avec Norwich.

### En équipe nationale
Philip Mulryne reçoit 27 sélections en équipe d'Irlande du Nord entre 1997 et 2007, inscrivant trois buts.
Il joue son premier match en équipe nationale le 11 février 1997, en amical contre la Belgique. A cette occasion, il inscrit son premier but en sélection, pour une victoire 3-0 à Belfast.
Il participe aux éliminatoires du mondial 1998, aux éliminatoires du mondial 2002, aux éliminatoires de l'Euro 2000, et enfin aux éliminatoires de l'Euro 2004. Il inscrit deux buts lors des éliminatoires du mondial 2002, contre la République tchèque et le Danemark.
Il reçoit sa dernière sélection le 9 février 2005, en amical contre le Canada (défaite 0-1 à Belfast). La même année, il est expulsé du groupe pour être parti boire quelques bières durant un rassemblement.

### Engagement religieux
En 2008, blessé, il met fin à sa carrière de footballeur et entre au séminaire l'année suivante. Le 8 juillet 2017, à Dublin, il est ordonné prêtre pour l’ordre dominicain.

## Palmarès
- Champion d'Angleterre de D2 en 2004 avec Norwich